# Muškava
Muškava (nemško Muschkau) je naselje v Občini Bilčovs v Okraju Celovec-dežela na Koroškem v Avstriji.